# Epiphone Les Paul Special-II
La Epiphone Les Paul Special-II es una guitarra eléctrica modelo Les Paul fabricada por Epiphone bajo licencia Gibson. Es fabricada en China, y pertenece a la colección de Les Pauls de Epiphone. Fue lanzada en 1996

## Características
Esta guitarra se caracteriza por poseer:
- Un cuerpo de caoba.
- Un mástil de palo de rosa.
- Un puente Tune-O-Matic.
- Un diapasón de palo de rosa con puntos blancos insertados.
- Dos pastillas dobles sin cubierta (Humbuckers).
- Dos potenciómetros: uno que regula el volumen y otro que regula el tono.
- Una selector (switch) de tres vías.
  - Posición TREBLE: habilita el Humbucker que está más cercano el puente de la guitarra. Se obtiene un sonido más agudo.
  - Posición MEDIA: habilita ambos Humbuckers.
  - Posición RHYTHM: habilita el Humbucker que está más cercano al mástil. Se obtiene un sonido más oscuro.
- Mecánica cromada
- Escala 24.75 in.
- Diseño con un solo recorte (single cutaway). Esta característica es común a la mayoría de las Les Pauls.
- Mástil atornillado al cuerpo, para abaratar costes de producción.

Se trata de una de las versiones Les Paul de Gibson en versión Epiphone que son prácticamente genéricas y a un precio más accesible.

## Sonido
El sonido de esta guitarra es el característico de una guitarra con pastillas humbuckers, si bien las calidades de los materiales utilizados hace que se diferencie del modelo original (Gibson Les Paul). Debido a su configuración de pastillas (dos humbuckers) el sonido producido tiende a ser redondo y grueso, con unos niveles de salida altos, al revés de lo que sucedería si tuviera pastillas simples.

## Variedades
- Epiphone Les Paul Special(-I) (cuerpo de estilo SG) (1982-83, descontinuada)[1]
- Epiphone Les Paul Special-II (versión de un solo color)
- Epiphone Les Paul Special-II Plus (versión de más de un color esfumados)